# Тягно, Борис Фомич

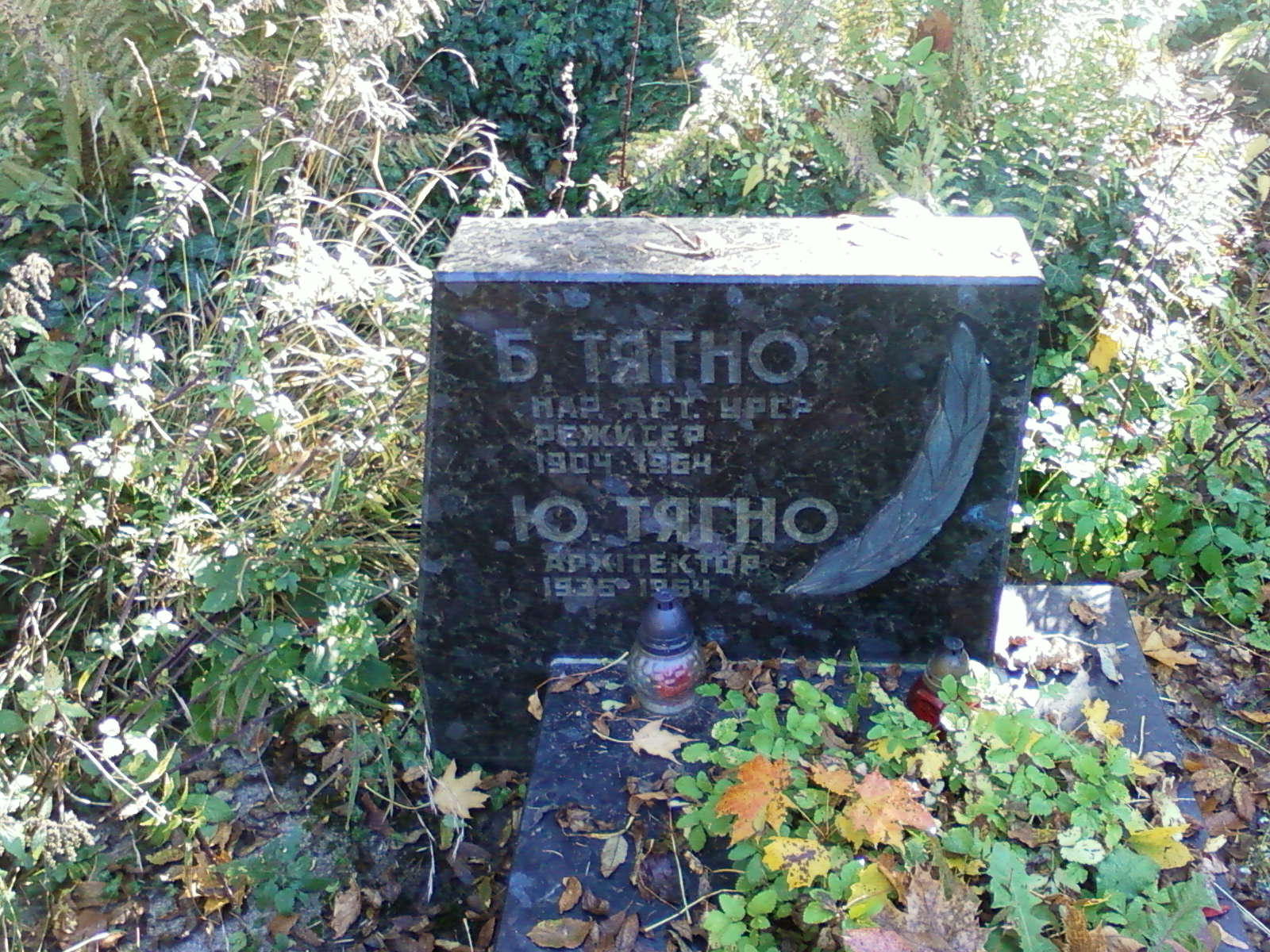
Могила Бориса Тягно на Лычаковском кладбище (Львов)

Борис Фомич Тягно (укр. Борис Хомич Тягно; 10 (23) августа 1904, Харьков, Украина — 18 января 1964, Львов) — украинский советский театральный и кинорежиссёр и педагог. Народный артист Украинской ССР (1954).

## Биографические данные
В 1923 закончил Киевский музыкально-драматический институт имени Лысенко. В 1923—1926 занимался в режиссерской лаборатории театра «Березиль», в котором дебютировал в качестве режиссёра. В 1926 вместе с театром переехал в Харьков. Был постановщиком многих спектаклей, работал как кинорежиссёр.
После разгрома театра в 1934—1938 художественный руководитель Харьковского ТРАМа. В 1938—1940 руководитель Днепропетровского театра имени Шевченко, в 1940—1944 Днепродзержинского театра русской драмы, в 1944—1947 Одесского театра имени Октябрьской революции. В 1947—1962 главный режиссёр Львовского украинского драматического театра имени Заньковецкой.

## Педагогическая деятельность
Преподавал в студиях театров «Березиль» (1926—1929) и Львовского театра имени Заньковецкой (1948—1952).
Б. Тягно воспитал не одно поколение актёров. Свой педагогический труд он начал в 1924 г. в Киевском музыкально-драматическом институте им. Н. Лысенко как преподаватель режиссуры. Продолжил его в 1932 г. в Харьковском ТРОМЕ, а после войны в 1944—1947 гг. открыл Театральную студию при Одесском театре имени Октябрьской революции. Возглавив театр им. М. Заньковецкой во Львове, он направил свой взгляд на Львовский университет им. Ивана Франко, где в 1955—1956 гг. создает студенческий театр. В 1959 г. открывает двухлетнюю Театральную студию при театре, обучаться в которой приглашает студентов университета. Выпускники студии 1961 года — гордость украинского театра. Это народный артист СССР Б Ступка, народные артисты Украины: Н. Лотоцкая, В. Ячминский, А. Бабенко, А. Помазан — народный артист Белоруссии; заслуженные артисты Украины: В. Глухий, В. Коваленко, Т. Давидко, А. Корниенко, Б. Ваврик. Выпускники студии 63-го года дополнили этот список: Л. Кадырова, М. Коцюлин, Б. Козак — народные артисты Украины; Б. Стецько, Л. Собуцкая — заслуженные артисты Украины. Тогда же, в 1963 г., он принял в театр и выпускников Киевского театрального института им. И. Карпенко-Карого В. Ростального — народный артист Украины, А. Плохотнюк — заслуженная артистка Украины. Как педагог Борис Фомич очень часто применял метод индивидуальной работы.

## Награды
- орден Трудового Красного Знамени (24 ноября 1960)
- орден «Знак Почёта» (30 июня 1951)[1]

## Постановки

### В театре «Березиль»
- 1924 — «Противогазы» Третьякова
- 1924 — «Секретарь профсоюза» Е. Синклера
- 1925 — «Жакерия» Мериме
- 1927 — «Король забавляется» Гюго
- 1927 — «Октябрьский смотр», текст коллективный
- 1928 — «Бронепоезд 14-69» Иванова
- 1933 — «Гибель эскадры» Корнейчука
- 1935 — «Платон Кречет» Корнейчука
- 1940 — «Сашка» К. Финна[2]

### В Днепродзержинском театре русской драмы имени Шевченко
- 1939 — «Евгения Гранде» Бальзака
- 1940 — «Скрипка гуцула» Мокриева
- 1941 — «Украденное счастье» Франка

### В Украинском драматическом театре имени Франко
- 1948 — «Великая сила» Ромашова

### Во Львовском украинском драматическом театре имени Заньковецкой
- 1948 — «Макар Дубрава» Корнейчука
- 1950 — «Мещане» Горького
- 1951 — «Под золотым орлом» Галана
- 1952 — «Тарас Бульба» по Гоголю
- 1953 — «Дядя Ваня» Чехова
- 1954 — «Сон князя Святослава» Франко
- 1957 — «Гамлет» Шекспира
- 1958 — «Имя» Кочерги
- 1960 — «Фауст и смерть» Левады

### В кино
- 1930 — «Хранитель музея»
- 1931 — «Фата Моргана»
- 1932 — «Решающий старт»